# Hans Gillesberger
Hans Gillesberger (né à Ebensee le 29 novembre 1909, décédé à Vienne le 4 mars 1986) est un chef de chœur autrichien.

## Biographie
Gillesberger a fait ses études à la fois en musique religieuse et en droit à Innsbruck et à Vienne.
Il a dirigé les Petits Chanteurs de Vienne de 1942 à 1945, puis est devenu directeur adjoint de l'Opéra d'État de Vienne. Il a également enseigné à l'Académie de musique et d'arts du spectacle de Vienne. Il est retourné chez les Petits Chanteurs de Vienne en tant que directeur artistique en 1965. Il a été appelé «l'un des chefs de chœur les plus importants de l'après-guerre».
Il a enregistré essentiellement les œuvres de Johann Sebastian Bach, Josef Haydn, Wolfgang Amadeus Mozart, Franz Schubert, Franz Liszt, et Anton Bruckner.